# خولیو بانیولوس
خولیو بانیولوس (انگلیسی: Julio Bañuelos؛ زادهٔ ۷ دسامبر ۱۹۷۰) بازیکن فوتبال اهل اسپانیا است.
از باشگاه‌هایی که در آن بازی کرده‌است می‌توان به باشگاه فوتبال لاس پالماس و باشگاه فوتبال میراندس اشاره کرد.